# Деметрадзе, Шалва Иванович
Шалва Иванович Деметрадзе (груз. შალვა ივანეს ძე დემეტრაძე; 1907, Цхрацкаро — 25 октября 1971, Тбилиси) — грузинский писатель и общественный деятель. Заслуженный работник культуры Грузинской ССР.

## Биография
В 1930 году окончил юридический факультет Тбилисского государственного университета и начал работать в газете «Коммунист».
Участник Великой Отечественной войны
Почти 40 лет отслужил в книжных издательствах — «Литература и искусство», затем — в «Мерани».
Похоронен в Дидубийском пантеоне.